# Соціалістична вітчизна у небезпеці!
«Соціалістична вітчизна у небезпеці!» (рос. Социалистическое отечество в опасности!) — назва декрету (у радянській історіографії — «декрет-звернення») РНК РСФРР, виданого у зв'язку з німецьким наступом, що почався 18 лютого 1918 (див. також Комітет революційної оборони Петрограда, Берестейський мир). За радянських часів стверджувалося, що цей документ був написаний головою Раднаркому Володимиром Леніним, прийнятий 21 лютого та опублікований 22 лютого. Проте сучасні дослідники віддають авторство декрету Леву Троцькому. Сам революціонер також стверджував, що він написав проєкт декрету. Це один з останніх російських державних актів, написаних на дореформеній орфографії.
У декреті вимагалося від «Рад та революційних організацій» «захищати кожну позицію до останньої краплі крові», знищувати продовольчі запаси, які могли б потрапити «до рук ворога». Залізничникам наказувалося вести на схід країни рухомий склад, при відступі знищувати колії та залізничні будівлі. Також оголошувалась мобілізація робітників і селян для копання окопів. Пунктом 7 декрету наказувалося закривати «…видання, що протидіють справі революційної оборони і стають на бік німецької буржуазії, а також ті, що прагнуть використати навалу імперіалістичних полчищ з метою повалення Радянської влади… Працездатні редактори і співробітники цих видань мобілізуються для риття окопів та інших оборонних робіт…».
На підставі декрету призначений більшовиками Верховним головнокомандувачем Миколою Криленком підписав 21 лютого 1918 р. наказ про «революційну мобілізацію».
Річард Пайпс у своїй фундаментальній роботі «Більшовики у боротьбі за владу» звертає увагу на останні пункти декрету. Пункт 6 передбачав мобілізацію на риття окопів під наглядом червоногвардійців всіх працездатних членів буржуазного класу, чоловіків і жінок під страхом розстрілу. На думку дослідника, «звідси пішла практика примусової праці, яка згодом застосовувалась до мільйонів громадян країни».
Пункт 8 декрету оголошував:
|  | Ворожих агентів, спекулянтів, громил, хуліганів, контрреволюційних агітаторів, німецьких шпигунів розстрілюють на місці злочину. |

Річард Пайпс звертає увагу, що пункт 8, таким чином, легалізував масові розстріли на місці без жодного суду та слідства, відкривши «епоху комуністичного терору». Саме проведення цих розстрілів було покладено на ВЧК, яка 23 лютого повідомила населення про те, що «контрреволюціонери» «нещадно розстрілюватимуться загонами комісії на місці злочину».
Крім того, самі особи, які підлягали розстрілам, були визначені Леніним вкрай розпливчасто і розширювально, що відразу викликало протести лівих есерів, особливо нарком'юста Ісаака Штейнберга. Сам нарком пізніше згадував:
|  | Було важко сперечатися про це з Леніним, і незабаром наша дискусія зайшла в глухий кут. Ми обговорювали величезний терористичний потенціал цього суворого поліцейського заходу. Леніна обурювало, що я заперечую проти нього в ім'я революційної справедливості та правосуддя. Зрештою я вигукнув роздратовано: "Навіщо тоді нам взагалі комісаріат юстиції? Давайте назвемо його чесно комісаріат соціального винищення, і діло з кінцем!" Обличчя Леніна раптово прояснилося, і він відповів: "Добре сказано <...> саме так і треба б його назвати <...>, але ми не можемо сказати це прямо".... |

Гасло «Вітчизна у небезпеці» було у вжитку ще до революції (зокрема, під час Першої світової війни), а першоджерелом його є декрет Національних зборів Франції від 11 липня 1792 року, що починався словами «Громадяни, Батьківщина в небезпеці!» (в оригіналі — Citoyens, La Patrie est en danger). Гасло «Батьківщина в небезпеці» було запропоновано П'єром Верньо, главою жирондистів, у його промові перед Національними зборами 3 липня 1792 року із закликом громадян до мобілізації та відсічі проти наступаючих на Францію армій Пруссії та Австрії та проти зрілої в країні контрреволюції. Для авторів декрету Раднаркому аналогія зі становищем Радянської Росії 1918 року була очевидна.